# アメリカ合衆国政府のグループチャットのリーク事件
2025年3月11日から15日にかけて、アメリカ合衆国の国家安全保障上の主要人物が、安全でない通信サービスや個人所有のデバイスを使用して、後日イエメンのフーシ派に対して実施された軍事作戦について、Signalでグループチャットを行い情報を共有していた。チャットのメンバーには、J・D・ヴァンス副大統領、ホワイトハウス担当者、3人の顧問団員、2つのインテリジェンス・コミュニティー傘下組織幹部が含まれていた。特に注目されたのは、マイケル・ウォルツ国家安全保障問題担当大統領補佐官が、米誌『アトランティック』のジェフリー・ゴールドバーグ編集長を誤ってグループに加えたことだった。3月15日、ピート・ヘグセス国防長官はチャットを利用して、戦闘機やミサイルの種類、発射及び攻撃時刻など、実行間近の軍事作戦の詳細を共有した。CIA長官はチャットの中で現役のCIA女性潜入捜査官の名前を口にしていたり、ヴァンスとヘグセスはヨーロッパの同盟国を軽蔑するような内容を投稿した。
一連のチャットの内容は3月24日、ゴールドバーグが『アトランティック』紙にチャットの内容（一部黒塗り）を掲載したことで公になった。ホワイトハウスのブライアン・ヒューズ国家安全保障会議報道官は、このリークについて事実であることを認めた。トランプ政権高官は当初、黒塗りされた部分に国家機密が含まれている可能性が高いというゴールドバーグの見解に異議を唱えていたが、『アトランティック』紙は3月25日に全てのチャット記録を公開した。このリーク事件は、国家安全保障上の機密情報の情報セキュリティや、他にどのような機密情報が暴露される可能性があるか、そもそも政府高官は米記録保存法に従っていたのか、説明責任などについて多くの懸念を抱かせる結果となった。上記の一連の政治スキャンダルと情報漏洩は、シグナルゲート（英語: Signalgate）と呼ばれている。
本項ではアメリカ合衆国政府のグループチャットのリーク事件（アメリカがっしゅうこくせいふのグループチャットのリークじけん）として記述する。

## 背景

### アメリカのイエメンへの攻撃

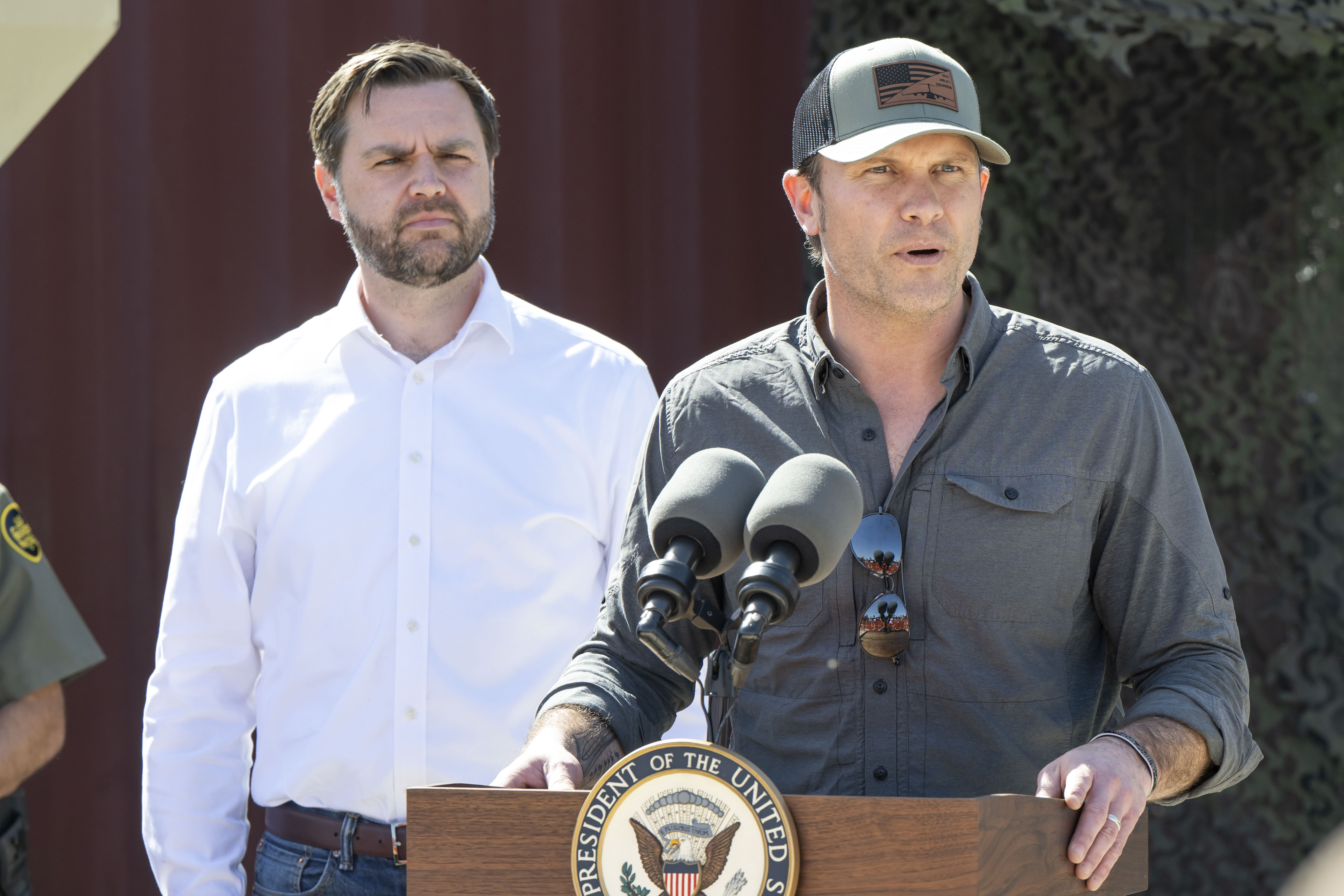
J・D・ヴァンスとピート・ヘグセスの二人は第2次トランプ政権の閣僚・閣僚級高官であり、グループチャットに参加していた。

2023年10月7日にハマースがイスラエルを攻撃し、その後イスラエルがガザ侵攻を開始した後、イエメンのフーシ派政権はイスラエルや、紅海を航海する船舶（船籍問わず）に対して、商業船の爆破、ハイジャック、破壊などの攻撃を開始した。2024年1月、アメリカとイギリスは報復としてフーシ派への空爆を開始した。
2025年1月の就任後、第2次トランプ政権は、フーシ派による世界的航路の寸断に対して、バイデン前政権よりも積極的な対応を取ると主張した。1月19日の停戦発効後、フーシ派はイスラエル船籍の船舶を除き、紅海を通過する船舶への攻撃を停止すると発表した。しかし、イスラエルがガザへの人道支援を阻止したため、フーシ派は3月11日に攻撃を再開した。3月15日、アメリカはイエメンへの空爆を開始した。

### Signal（シグナル）

政府高官がグループチャットに使っていた「Signal」は、機密情報を共有するための政府公認のプラットフォームではない。

Signal（シグナル、メッセージアプリ）は、デフォルトですべてのメッセージと音声通話がエンドツーエンド暗号化され、データ収集が最小限に抑えられ、メッセージが自動削除されるなどの機能により、特に2024年に発生した中国政府による通信システムのハッキング事件以後、一般ユーザーの間で人気を博した。アメリカ政府は記録保持法上、公務でのSignalの使用を推奨しておらず、ユーザーのデバイスが危険にさらされた場合にアプリのセキュリティ機能が機能しなくなる可能性があるとしていた。2025年3月18日、アメリカ合衆国国防総省は省内全体に向けて、「第三者のメッセージングアプリ（Signal含む）は、機密情報でない場合、例えばアカウンタビリティや、リコールの演習においては政策で許可されていますが、非公開の非機密情報を投稿または保存することは承認されていません」と警告した。警告文中の「機密情報でない場合」は管理された非機密情報と言われ、重要な情報ではあるものの、本事件でリークされたような機密情報と比べると比較的公開されても問題がない情報である。

### トランプ政権閣僚による過去のコメント
Signalのグループチャットに参加していたトランプ政権の閣僚、または情報漏洩について軽視していた人たちは、以前、ヒラリー・クリントンのメール問題を批判していた。2016年、ドナルド・トランプはクリントンが「政府のセキュリティを回避しようとし、推奨されていないサーバーで機密情報を送受信し、アメリカ国民の安全を脅かしていた」と述べた。2016年、ピート・ヘグセスは、アメリカの同盟国について「私たちの指導者たち（オバマ政権）が情報の取り扱いにおいて重大な過失や無謀さによって、自分たちが危険に晒されていないか、（同盟国は）心配しているだろう」と語っていた。2022年、スティーブン・ミラーは、クリントンが「推奨されていないサーバー」を使用していたため、「外敵が軍事機密や情報をリアルタイムで簡単にハッキングできる状態だった」と述べた。一方、マイケル・ウォルツは、クリントンが「33,000通の政府のメールを私的なサーバーで削除できたこと」を非難していた。
Signalのグループチャットに参加していた他の政府高官も、リーク前、セキュリティ違反に対して厳格に罰する必要性を強調していた。トゥルシー・ギャバードは2025年3月14日に「機密情報の不正な流出は法違反であり、厳重に対処されるべきである」と述べていた。また、ジョン・ラトクリフは2019年に「機密情報の取り扱い不備は、スパイ活動法の違反に当たる」と述べていた。

## チャットに参加していた人物
チャットに参加していた人物の中には以下19名の他、『アトランティック』紙が名前を伏せているCIA職員もいる。
- ウォーカー・バレット - 下院軍事委員（英語版）・共和党員[33]
- スコット・ベッセント - 財務長官
- トゥルシー・ギャバード - 国家情報長官
- ジェフリー・ゴールドバーグ（英語版） - アトランティック紙編集長
- ピート・ヘグセス - 国防長官
- ダン・カッツ - 財務長官首席補佐官
- ジョー・ケント（英語版） - 国家情報長官首席補佐官代行・国家テロ対策センター長官候補
- ジェイコブ - 不明
- ブライアン・マクコーマック（英語版） - 国家安全保障会議首席補佐官
- スティーブン・ミラー - 大統領次席補佐官
- マイケル・ニーダム（英語版） - 国務省の外交政策問題に関する特別顧問兼コンサルタント
- ジョン・ラトクリフ - 中央情報局長官
- マルコ・ルビオ - 国務長官
- スージー・サマーオール・ワイルズ - 大統領首席補佐官
- スティーブ・ウィトコフ - 中東担当特使
- マイケル・ウォルツ - 国家安全保障問題担当大統領補佐官
- アレックス・ネルソン・ウォン（英語版） - 国家安全保障担当大統領次席補佐官（英語版）
- J・D・ヴァンス - 副大統領

## リーク
2025年3月11日、マイケル・ウォルツ国家安全保障問題担当大統領補佐官は、Signal上でグループチャットを作成した。チャット内には、数名の政府高官が含まれており、その中にはJ・D・ヴァンス副大統領、マルコ・ルビオ国務長官、ピート・ヘグセス国防長官、ジョン・ラトクリフ中央情報局長官、トゥルシー・ギャバード国家情報長官（アカウント名は「TG」）、スコット・ベッセント財務長官（アカウント名は「Scott B」）、スティーブン・ミラー大統領次席補佐官（アカウント名は「S M」。まだ疑惑の範疇である）、スージー・サマーオール・ワイルズ大統領首席補佐官、スティーブ・ウィトコフ中東担当特使などがいた。
チャット作成時、ウォルツは『アトランティック』誌のジェフリー・ゴールドバーグ編集長に対して、チャットに参加するようSignal上で招待を送った。2025年3月13日、ウォルツはゴールドバーグを「Houthi PC small group（フーシ・PC・スモール・グループ）」という名のグループチャットに追加した。因みに「PC」は、プリンシパルズ委員会（Principals Committee）の略称であると考えられている。ゴールドバーグは「JG」というユーザー名でチャットに参加していたため他のメンバーからすると、存在はわかっているが正体はわからない状態だった。
グループは最初に人員配置についてメッセージを交換し、各々が調整のために各部門から代表者を指名していた。その後の議論で、チャット参加者は実施が近くなったイエメンでの軍事攻撃に関する機密の詳細を共有し、攻撃目標、武器、攻撃の順序についての具体的な情報を含んでいた。
3月13日、ウィトコフはモスクワでロシアのウラジーミル・プーチン大統領と会談していたが、その際にSignalをインストールしたデバイスを持っていたかどうかは明らかではない。モスクワ時間の真夜中過ぎ、チャットでは現役のCIA情報官の名前が挙げられた。セルゲイ・マルコフのTelegramでの投稿によると、ウィトコフとプーチンは午前1時30分まで会議をしていたとのことである。
3月14日、グループチャット内でフーシ派に対する軍事行動についての議論が開始。ウィトコフはロシアを離れ、アゼルバイジャンのバクーにいた。ヴァンスのアカウントは、作戦のタイミングと政府の方針の矛盾について懸念を示し、1ヶ月の延期を提案していた：
大統領が、自身の現在のヨーロッパに関する対応と、これ（軍事作戦）がどれほど矛盾しているかを理解しているかどうかはわかりません。さらに、石油価格が中程度から深刻に上昇するリスクもあります。ただ、私はチームの合意を支持し、これらの懸念は自分の中に留めておきます。しかし、作戦を1ヶ月遅らせ、なぜこれ（軍事作戦）が重要なのかを各国にしっかり伝える作業を行い、経済の現状を見極めるべきだという強い気持ちも（私としては）あります。
ヘグセスのアカウントは、作戦を延期することによるリスク、優柔不断のように国民に見える可能性などを理由に、即時対応の必要性を指摘・説明をした。グループチャット内の議論には、紅海の航路におけるヨーロッパの経済的利益や、同盟国との費用負担に関する行政の方針についてのやり取りが含まれており、ヴァンスが「またヨーロッパの面倒を見るのは本当に嫌だ」と述べると、ヘグセスは「副大統領：ヨーロッパのただ乗りには私も全く同感だ。ほんとに哀れだ。でもマイクの言う通り、私たちはこの問題を解決できる唯一の国だ」と返答したていた。「S M」（おそらくスティーブン・ミラー）は議論の総括として「大統領は『ゴーサイン』を出したが、ヨーロッパ諸国が航路の確保に財政的に貢献する保証が必要だ」と述べた。
3月15日午前11時44分（東部夏時間、UTC-4）に、ヘグセスは、ゴールドバーグが「迫る攻撃に関する詳細な作戦情報」と表現した内容を共有した。これには、軍事目標の情報、使用される兵器やシステム、攻撃の順序が含まれていた。ゴールドバーグはこのメッセージから、午後1時45分（東部夏時間）に攻撃が開始されることが読み取れると後に語っている。『アトランティック』誌によって暴露された会話の内容のほとんどはヘグセスによる投稿で、F-18戦闘機、MQ-9無人航空機、トマホークミサイルの発射時刻や、F-18戦闘機が軍事目標に到達する時間、爆弾が着弾する時間などの情報を仲間内に明かしていた。
3月15日午後1時55分（東部夏時間）、ゴールドバーグはSNS上の投稿を通じて、イエメンの首都サナアで攻撃が行われていることを把握。11日にウォルツを名乗るアカウントから招待を受けて以降、ゴールドバーグはアカウントやグループチャットの信憑性を疑っていたが、攻撃を確認して一連のチャットが本物であると確信した。攻撃後、グループのメンバーたちはお互いに祝辞を交わしていた。ウォルツはこの軍事作戦を「素晴らしい仕事」と評し、他のアカウントも肯定的な反応を示していた。ウォルツはその後、次の3つの絵文字を返信した：拳・星条旗・炎。 「MAR」（おそらくルビオ国務長官）というアカウントは、「ピートとあなたのチームに祝福を!!」と、ヘグセス国防長官を指して祝辞を送った。ウィトコフは、5つの絵文字を送信した：祈りの手2つ・力こぶ1つ・星条旗2つ。

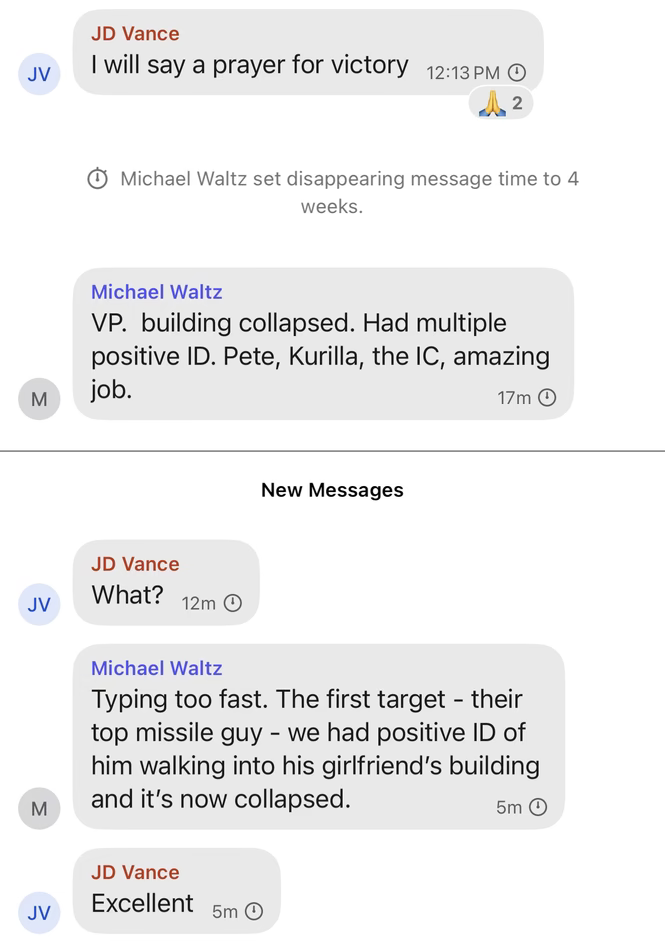
漏洩したチャットからのスクリーンショットには、ウォルツがヴァンスにイエメンでの攻撃の結果について返信している様子が映っている

ゴールドバーグは一連のチャットを見ていたものの、送信したりすることはなく、最終的にチャットから退席した。退席した時点で、グループメンバーには自動的に通知が届きましたが、ゴールドバーグの参加や退席についての質問は一切なかった。
2025年3月24日、ゴールドバーグは『アトランティック』誌にグループチャットの存在・内容と、セキュリティ違反に関する記事を掲載した。ゴールドバーグは記事内で、Signalを通じて国家安全保障上重要な作戦の調整を行うことが、スパイ活動法に違反している可能性があるというセキュリティ専門家の意見を掲載した。前提として、Signalは、機密情報の共有に使用することが認められている政府公認のプラットフォームではない。また、専門家たちはグループチャットが連邦記録法に違反している可能性にも懸念を示した。連邦記録法は、公式の政府業務に関する通信の保存を義務付けているが、本グループチャットはウォルツによって、メッセージが1週間または4週間後に削除されるように設定されていたと報じられている。さらに、ジャーナリストがグループに含まれていたことは、「適切なクリアランスを持たない個人に、機密情報を違法に開示している」とも捉えられる。
2025年5月1日、トランプはウォルツを国連大使に指名すると発表した。配置換えの形だが、事実上の更迭とみられる。

## 裁判
2025年3月26日、アメリカの団体「アメリカン・オーバーサイト」は、ピート・ヘグセス、トゥルシー・ギャバード、ジョン・ラトクリフ、スコット・ベッセント、マルコ・ルビオ、および国立公文書記録管理局（NARA）に対し、連邦記録法および行政手続法を遵守しなかったとして、コロンビア特別区の地方裁判所に訴訟を提起した。事件はジェームズ・ボアスバーグ裁判官が受け持った。翌日、ボアスバーグ裁判官は仮の差止命令を出し、政府に対して3月11日から15日までのすべてのSignalの通信記録を保存し、翌 月曜日にそのメッセージを保存するために取られた措置を記載した報告書を提出するよう命じた。
ボアスバーグ裁判官は、トランプ政権下の別の事件「J.G.G.対トランプ」も担当していた。ギャング組織「トレン・デ・アラグア」のメンバーとされるベネズエラ国籍の者を強制送還することは友好的外国人法違反に当たるのではないかという裁判であえる。ジャーナリストのコリン・カールンバッハは、「J.G.G.対トランプ」事件で政府はボアスバーグ裁判官に対して、ベネズエラ人をエルサルバドルの刑務所に送るために使用した航空便の情報は提供しないと伝え、国家機密の守秘義務を主張した一方で、本件では政府が大々的に「国家機密たる安全保障情報は漏洩されていない」と主張していることとの矛盾を指摘した。

## 追加情報
2025年3月30日、『ウォール・ストリート・ジャーナル』誌は、ウォルツがソマリアやロシアのウクライナ侵攻など多くの国際的課題について閣僚とSignalを通じて情報交換していたことを暴露した。2025年4月2日、『ポリティコ』誌のダシャ・バーンズは、ウォルツらがウクライナ情勢、対中問題、ガザ情勢、中東政策、アフリカ情勢、対ヨーロッパ政策に関する公式な業務を調整するために、定期的にSignalでグループチャットを主催していたと報道した。バーンズの記事で証言していた人物は4人いたが、全員、グループチャットに参加していたか、それについて直接聞いていた人物であった。4人全員が「国家安全保障に関わる機密的な詳細」を目にしたと証言したが、それらの情報が国家機密に指定されていたかどうかは確認できなかったとしている。
2025年4月20日、『ニューヨーク・タイムズ』誌は、ピート・ヘグセス国防長官が「Defense | Team Huddle（防衛｜チーム会議）」という名前の別のSignalグループチャットを開設していたと報じた。このチャットには空爆の実施予定時間に関する情報が含まれていたとされており、ヘグセスの兄弟や妻、その他約十数人が参加していたと報じられている。国防総省の関係者は、情報提供者たちがヘグセスの行動を妨害しようとしていると述べ、「Signalチャットに機密情報は一切含まれていなかった」と主張している。
元国防総省高官のイヴリン・ファーカスは、チャット参加者たちは軍事機密の取り扱いを誤っており、「明らかに法律を破っている」との見解を示した。いくつかのメディアは匿名の情報源に基づき、ホワイトハウスがヘグセスの解任を検討していると報じた。

### その他のセキュリティ上の問題
2025年3月26日、ドイツの『デア・シュピーゲル』誌は、グループチャットのリークによって、ギャバード国家情報長官、ヘグセス国防長官、ウォルツ国家安全保障問題担当大統領補佐官を含むチャット参加者の連絡先やパスワードも漏洩、個人情報がインターネット上で流れていると報じた。最初、同誌はこの情報を公開せずに先に影響を受けた関係者および米国国防総省に対し以上の内容を通知した。同日、『WIRED』誌はウォルツのVenmoアカウントが公開設定になっており、スージー・ワイルズ大統領首席補佐官や国家安全保障会議（NSC）参加者のウォーカー・バレットを含む数百人とつながっていたと報じた。セキュリティ専門家は『WIRED』誌に対し、こうしたつながりの情報を報道することは外国の敵対勢力に悪用される可能性があると指摘した。この報道の後、アカウントは非公開に設定された。その後、『ウォール・ストリート・ジャーナル』誌は、ヘグセスが外国の軍関係者との会合に2回、妻を同席させていたことを明らかにした。これらの会合では機密性の高い情報が扱われるため、通常はセキュリティ・クリアランス（機密情報へのアクセス許可）を持つ者のみに出席が限定されている。2025年4月1日、『ワシントン・ポスト』誌は、ウォルツを含むNSCの参加者複数名が、暗号化されていない個人のGmailアカウントを通じて政府業務を行っていたと報じた。また同誌は、ウォルツが会議や議論の調整のために、自身のスケジュールをSignalにコピー＆ペーストして共有していたとも報じた。
2025年5月2日、ウォルツが閣議の中で使用していたアプリが、イスラエルの企業TeleMessageが開発した、Signalと互換性のある非公式のアプリ「TM SGNL」であることが、会議中に撮影された写真で明らかになった。このアプリはiOSおよびAndroid用に提供されている。『Drop Site News』誌は、TeleMessage運営の多くがイスラエル国防軍（IDF）の出身であることを踏まえ、イスラエルによるスパイ活動の可能性について懸念を示した。『404 Media』誌は、ハッカーが「15分から20分」ほどの間にTeleMessageのサーバーに侵入し、国土安全保障省（DHS）の電話番号やメールアドレスをリークし、その間に投稿されていたメッセージを入手することができたと報じた。